# Reginald of Cornhill (Beamter, um 1140)
Reginald of Cornhill (* um 1140; † zwischen 29. September 1209 und 29. September 1210) war englischer Beamter und Richter im Dienst von König Johann Ohneland, der als Sheriff von Kent diente.

## Leben
Reginald war ein jüngerer Sohn des Londoner Kaufmanns Gervase of Cornhill, der im Dienst der angevinischen Könige als Beamter Karriere gemacht hatte. Als sein älterer Bruder Henry of Cornhill als Unterstützer des gestürzten Kanzlers William Longchamp 1191 seine Ämter verlor, zahlte Reginald zusammen mit seinem Bruder Ralph 100 Mark, wofür sie bis zur Rückkehr von König Richard Löwenherz vom Kreuzzug die Ämter ihres Bruders ausüben durften. Als Nachfolger seines Bruders Ralph wurde Reginald 1192 High Sheriff of Kent. Dieses Amt, das schon sein Vater langjährig innegehabt hatte, übte er bis zu seinem Tod aus. Ab 1201 diente er dazu mehrfach als königlicher Richter. Wie sein Bruder Henry diente er als Einkäufer für den Königshof, wobei Reginald wohl vor allem Luxusgüter beschaffte. 1199 übernahm er mit die Erhebung des Schildgeldes und 1200 die Erhebung von weiteren Steuern in mehreren Counties. Von 1203 bis 1204 erhob er Zölle für Import und Export und 1205 übernahm er eine Münzreform. Zusammen mit William of Wrotham war er von 1205 bis 1208 für die königliche Flotte verantwortlich. Nachdem es über die Wahl eines neuen Erzbischofs von Canterbury zu einem ernsten Konflikt zwischen dem König und dem Papst gekommen war, ernannte der König 1207 Reginald zusammen mit Fulk de Cantilupe zu Verwaltern des Erzbistums Canterbury. Nicht zuletzt deshalb bezeichnete ihn der Chronist Roger von Wendover als einen der schlechten Ratgeber von König Johann Ohneland.
Reginald gelang es, einen umfangreichen Grundbesitz aufzubauen. Vor 1200 hatte er Matilda geheiratet, mit der er mindestens einen Sohn, Reginald hatte, der sein Erbe wurde. William of Cornhill, der spätere Bischof von Coventry, war ein jüngerer Verwandter, vielleicht sogar ein Sohn von ihm. Reginald starb zwischen Michaelis 1209 und Michaelis 1210.